# 8593 Анґустіростріс
8593 Анґустіростріс (8593 Angustirostris) — астероїд головного поясу.
Тіссеранів параметр щодо Юпітера — 3,176.